# Fédération des sociétés d'étude CGT
La Fédération des sociétés d'études (FSE-CGT) est la fédération des employés des Bureaux d'études, mais aussi des bureaux d'expert et des officiers ministériels et affiliée à la Confédération générale du travail.

## Activités
Elle regroupe les salariés des Cabinets d'études techniques, des cabinets d'études économiques et sociologiques, des Cabinets d'études informatiques et d'organisation, des Sociétés de travaux à façon informatique, des Sociétés de contrôles et de prévention, des Cabinets de Conseil en Information et Documentation, des Cabinets d'Expertises comptables et d'Analyses financières, des Cabinets d'Avocats, des Études d'Avoués, des Études de Notaires, des Études d'Huissiers, des Greffes de Tribunaux de Commerce, des Sociétés de Services divers rendus principalement aux entreprises, les traducteurs, les foires et salons, les experts automobiles, le télémarketing, le recouvrement de créance, le télésecrétariat, les centres d'appels prestataires, les centres de gestion et les sociétés d’hôtesses d’accueil.
Elle participe aux négociations des conventions collectives suivantes :
- du personnel des greffes des tribunaux de commerces (IDCC : 0240),
- des cabinets d’experts-comptables et commissaires aux comptes (IDCC : 0787),
- des entreprises d’expertises en matière d’évaluations industrielles et commerciales (IDCC : 0915),
- des avocats et de leur personnel (IDCC : 1000),
- entre les avoués près des cours d’appels et leur personnel (profession disparue),
- des bureaux d’études techniques, des cabinets d’ingénieurs-conseils et des sociétés de conseils (IDCC : 1486),
- des cabinets d’avocats (avocats salariés) (IDCC : 1850),
- des huissiers de justice (IDCC : 1921),
- des cabinets ou entreprises d’expertise en automobile (IDCC : 1951),
- des organismes de développement économique (IDCC : 2070),
- du personnel des prestataires de services dans le domaine du secteur tertiaire (IDCC : 2098),
- du notariat (IDCC : 2205),
- des associations agréées de surveillance de la qualité de l’air (IDCC : 2230),
- entre les avocats au Conseil d’Etat et à la Cour de Cassation et leur personnel salarié (IDCC : 2329),
- du personnel des administrateurs et des mandataires judiciaires (IDCC : 2706),
- des enchères publiques et commissaires priseurs (IDCC : 2785),
- des associations de gestion et de comptabilité (IDCC : 3160),
- des salariés en portage salarial (IDCC : 3219)

## Histoire
Elle a été créée en 1980, à partir du Syndicat national des personnels des Bureaux d'études. Au niveau international, elle est affiliée à l'Union Network International.

### liste des Secrétaires généraux
| Période   | Nom & Prénom   |
| --------- | -------------- |
| 1993-2023 | LECHAT Noël    |
| 2023-...  | VICAINE Céline |